# Sirte
Sirte (também grafado Sirt, Surt, Sert e Syrte; em árabe: سرت‎) é uma importante cidade do golfo de Sidra, Líbia.
Os romanos chamavam a cidade de Maccomades.
Cássio de Macomades foi citado por Santo Agostinho em seus escritos contra os donatistas.
O ex-líder líbio Muammar al-Gaddafi nasceu na cidade, que durante seu governo deixou de ser uma vila de pescadores para se transformar em uma grande cidade.
A cidade foi praticamente destruída e saqueada ao final da Guerra Civil Líbia de 2011, tendo sido o último ponto de resistência dos partidários do regime deposto, que tinha apoio de boa parte da população local.
Em 2015, a cidade foi tomada por militantes do Estado Islâmico.